# Pomnik Friedricha Ludwiga Jahna w Nowej Soli
Pomnik Friedricha Ludwiga Jahna w Nowej Soli (niem. Jahndenkmal) – nieistniejący pomnik niemieckiego teoretyka gimnastyki i propagatora ćwiczeń gimnastycznych Friedricha Ludwiga Jahna, uznawanego za „Ojca” (niem. Turnvater Jahn) gimnastyki sportowej, odsłonięty w mieście Nowa Sól (ówcześnie niem. Neusalz an der Oder), leżącym w powiecie nowosolskim, w województwie lubuskim.

## Opis
W marcu 1911 roku Męskie Towarzystwo Gimnastyczne w Nowej Soli zadecydowało, że z okazji 50-lecia organizacji, przypadającego 1912 roku, powstanie na terenie miasta pomnik Friedricha Ludwiga Jahna. Jubileusz 50-lecia Męskiego Towarzystwa Gimnastycznego w Nowej Soli zorganizowano w dniach 7–9 czerwca 1912 roku.
Na cokole ze śląskiego granitu o wysokości 2 metrów ustawiono brązowe popiersie Jahna. Wykonanie zostało przez berlińskiego rzeźbiarza Paula Reichelta, którego brat był w Nowej Soli pastorem. Koszt pomnika wraz z urządzeniem zieleńca wokół, oszacowano na ok. 2000 ówczesnych marek. Wcześniej model monumentu prezentowano na wystawie sklepu, którego właścicielem był kupiec Habermann.
Obchody jubileuszu rozpoczęto 7 czerwca 1912 roku marszem z pochodniami. W następnym dniu odbyły się zawody sportowe. Odsłonięcie pomnika miało miejsce 9 czerwca 1912 roku. Pomnik ustawiono przed salą gimnastyczną.  Z uwagi na ograniczone miejsce, w uroczystości odsłonięcia pomnika wzięli udział tylko członkowie towarzystw gimnastycznych i zaproszeni goście. Po uroczystości urządzono festyn, na który uczestnicy przeszli spod pomnika w pochodzie. Po I wojnie światowej przed cokołem pomnika umieszczono tablicę z nazwiskami członków Męskiego Towarzystwa Gimnastycznego poległych w czasie jej trwania. Monument nie zachował się do dzisiaj.